# 唯願來世不相識
《唯願來世不相識》是小西明日翔所創作的日本漫畫，原為小西在pixiv以「鐵男」名義發表的漫畫，其後開始連載於《月刊Afternoon》2017年10月號。

## 劇情簡介
染井吉乃出生成長於極道之家。雖然家庭環境特殊，卻也一直循規蹈矩過著平穩的日子。然而，與未婚夫深山霧島相遇後，原本平靜的生活為之一變！外表眉清目秀、溫文儒雅的霧島，其實是個比黑道流氓還要可怕的男子！

## 登場人物
染井吉乃（聲：上田瞳）
她是關西最大的指定暴力團—桐谷組第四代的直系—染井組頭目的孫女，她原本住在大阪，但與霧島訂婚後，她搬到了東京，意外得知霧島的真實性格和遭受東京學校的霸凌使生活發生了巨大的變化，在與爺爺深入交談後，做出以400萬日元的價格賣掉了自己腎臟的決定，並像霧島表明一年內不會退縮逃回大阪的宣言。
深山霧島（聲：石田彰）
他是吉乃的未婚夫，也是關東地區最大的指定暴力團—第五代砥草會的嫡系—深山家當家的孫子。當家深山萼其實不是他的親祖父，而是祖父的哥哥，但因為過去的事情，他受到了當家的照顧。總是面帶微笑，旁人不知道他在想什麼，在學校也是一副萬人迷的模樣，但與在大阪隱瞞自己身份的吉乃不同，本身早已投入組內事務，背上更有大片刺青也不想隱瞞自己暴力團的身份，只是想以玩玩的心態答應與吉乃的訂婚，但反被她的霸氣宣言吸引。
鳥葦翔真（聲：遊佐浩二）
大學生，小學時母親因去世而搬到了親戚家寄人籬下，曾因喝醉酒跑去桐谷組鬧事後被染井組組長-染井蓮二收留，與吉乃如同青梅竹馬一般一起長大，對吉乃抱有親情以外的好感，後來也加入桐谷組並刺青成為幫內的一份子，對吉乃一人前往東京生活感到擔憂，與深山霧島在東京初次見面後雙方關係便十分緊繃。
明石潟椿（聲：上田麗奈）
吉乃的表姊（吉乃祖父的愛人的女兒），京都出身的美人，外在看似優雅但內在個性其實與霧島沒有兩樣，家族為醫療世家，吉乃私下賣掉自己腎臟的400萬日元由她所支付，後期兩人在橫濱相約出遊，對跟吉乃前來的深山霧島一下就看穿其本性。與吉乃之間如同親姊妹般相處隆洽，但跟鳥葦翔真之間十分不對盤。
周防薊（聲：神谷浩史）
一個充滿謎團的人。
染井蓮二（聲：上田燿司）
關西最大的指定暴力團—桐谷組第四代的直系—染井組組長。個性看似大而化之，很疼愛父母雙亡的吉乃，一但認定吉乃受委屈就會顯露出殘暴的黑道本性。
深山萼（聲：中井和哉）
關東地區最大的指定暴力團—第五代砥草會嫡系—深山家當家。
秋目日司馬（聲：置鮎龍太郎）
砥草會龍舌一家的當家。
橘葵、稻森颯太（聲：竹内良太（葵）；下崎紘史（颯太））
深山家的一員。葵是光頭黨，颯太是長髮。
布袋竹人（聲：小西克幸）
染井組的一員。
汐田菜緒（聲：大久保瑠美）
霧島的前女友。前兒童演員。她贏得了大學選美比賽。得到了一個電台的女播音員的工作。個性活潑。

## 出版書籍
| 卷數 | 講談社         | 講談社                 | 青文出版      | 青文出版                                           |
| 卷數 | 發售日期       | ISBN                   | 發售日期      | ISBN/EAN                                           |
| ---- | -------------- | ---------------------- | ------------- | -------------------------------------------------- |
| 1    | 2017年11月22日 | ISBN 978-4-06-510376-0 | 2018年11月5日 | ISBN 978-986-356-668-7 EAN 4718016034747（限定版） |
| 2    | 2018年7月23日  | ISBN 978-4-06-511660-9 | 2019年1月19日 | ISBN 978-986-356-745-5 EAN 4718016034846（限定版） |
| 3    | 2019年5月23日  | ISBN 978-4-06-514835-8 | 2019年11月7日 | ISBN 978-986-512-092-4 EAN 4718016036970（限定版） |
| 4    | 2020年6月23日  | ISBN 978-4-06-519771-4 | 2021年9月15日 | ISBN 978-626-303-513-3                             |
| 5    | 2021年5月21日  | ISBN 978-4-06-523330-6 | 2022年7月27日 | ISBN 978-626-322-484-1                             |
| 6    | 2022年3月23日  | ISBN 978-4-06-526863-6 | 2024年2月19日 | ISBN 978-626-362-855-7                             |
| 7    | 2023年1月23日  | ISBN 978-4-06-529919-7 | 2024年9月25日 | ISBN 978-626-399-463-8                             |
| 8    | 2023年10月23日 | ISBN 978-4-06-533312-9 | 2025年1月25日 | ISBN 978-626-399-991-6                             |

## 電視動畫
出版社未經過漫畫作者同意，擅自在2023年10月23日宣布改編為電視動畫，並於2024年10月7日播出。

### 主題曲
片頭曲
UNDER and OVER
演唱：THE ORAL CIGARETTES，作曲、作詞：山中拓也，編曲：THE ORAL CIGARETTES。
片尾曲

演唱：吉乃，作詞、作曲、編曲：てにをは。

### 各話列表
| 話數   | 標題                                        | 劇本     | 分鏡     | 演出                                                                                     | 作畫監督                                                                                    | 總作畫監督                                | 首播日期       |
| ------ | ------------------------------------------- | -------- | -------- | ---------------------------------------------------------------------------------------- | ------------------------------------------------------------------------------------------- | ----------------------------------------- | -------------- |
| 第01話 | 失敗者沒有出場機會                          |          | 川瀨敏文 | 霜島孝介                                                                                 | 永田詩央里 村上彩香 澤村享 松井晟花 久保美月                                                | 竹田逸子                                  | 2024年 10月7日 |
| 第02話 | 想對妳展現誠意。 幸運的話但願妳會悄悄愛上我 | 吉田俊司 | 川瀨敏文 | 宮川智惠子 吉田和香子 飯飼一幸 上西麻耶 久保美月 松井晟花 永田詩央里 過鈴 STUDIO CL      | 竹田逸子 宮川智惠子                                                                         | 10月14日                                  |                |
| 第03話 | 地獄的三角關係                              | 淺見松雄 | 川瀨敏文 | 村上彩香 菅原美由紀 田中綾子 松井晟花 飯飼一幸 宮田智惠子                                | 竹田逸子 村上彩香                                                                           | 10月21日                                  |                |
| 第04話 | 你是聰明還是笨蛋                            | 藤原良二 | 中村哲治 | 永田詩央里 澤村享 小林奈奈海 EN.studio                                                   | 竹田逸子                                                                                    | 10月28日                                  |                |
| 第05話 | 椿姬                                        | 鈴木行   | 薮內悠   | 久保美月 吉田和香子 上西麻耶 飯飼一幸 松井晟花                                           | 宮川智惠子                                                                                  | 11月4日                                   |                |
| 第06話 | 與其被漠視 還不如被討厭比較好 前篇          | 藤原良二 | 吉本毅   | 竹田逸子 村上彩香 松井晟花 小林奈奈海 菅原美由紀 田中綾子 阿部千秋 永田詩央里 久保美月   | 竹田逸子 村上彩香 松井晟花                                                                  | 11月11日                                  |                |
| 第07話 | 與其被漠視 還不如被討厭比較好 後篇          | 川瀨敏文 | 吉田俊司 | 永田詩央里 澤村享 松井晟花                                                               | 竹田逸子                                                                                    | 11月18日                                  |                |
| 第08話 | 說真心話 我想和妳結婚 前篇                  | 山本惠   | 霜島孝川 | 久保美月 田中綾子 永田詩央里 村上彩香 宮川智惠子 上西麻耶 吉田和美子 菅原美由紀 松井晟花 | 宮川智惠子                                                                                  | 11月25日                                  |                |
| 第09話 | 說真心話 我想和妳結婚 中篇                  | 笹野惠   | 福島宏之 | 安藤貴史                                                                                 | 竹田逸子 飯飼一幸 澤村享 松井晟花 菅原美由紀 日下岳史 胡陽樹 GVINE STAR                     | 竹田逸子 菅原美由紀 宮川智惠子 吉田和香子 | 12月2日        |
| 第10話 | 說真心話 我想和妳結婚 後篇                  |          | 藤原良二 | 稻村保奈美                                                                               | 上西麻耶 久保美月 田中綾子                                                                  | 竹田逸子 宮川智惠子                       | 12月9日        |
| 第11話 | 成長後就無法駕馭的野獸                      | 笹野惠   | 川瀨敏文 | 吉本毅                                                                                   | 竹田逸子 菅原美由紀 吉田和香子 松井晟 花澤村享 森悦史 久野加代子 田中綾子 久保美月 村上彩香 | 竹田逸子 吉田和香子 宮川智惠子            | 12月16日       |
| 第12話 | 她一躲藏便黑夜降臨大雨紛飛                  |          | 川瀨敏文 | 江副仁美                                                                                 | 久保美月 上西麻耶 菅原美由紀 日下岳史 常定日和 松井晟花                                     | 竹田逸子 宮川智惠子 吉田和香子            | 12月23日       |

### BD
| 卷數 | 發售日期      | 收錄話數      | 規格編號   |
| ---- | ------------- | ------------- | ---------- |
| BOX  | 2025年2月26日 | 第1話－第12話 | PCXP-51129 |

## 迴響
本作在下一部人氣漫畫大賞2018的紙本漫畫類別中獲得第1名。

## 外部連結
- 官方網站（日語）
- 電視動畫的X（前Twitter）（日語）
- 電視動畫官方網站